# 斯里兰卡钩嘴鹛
斯里兰卡钩嘴鹛（学名：Pomatorhinus melanurus），是斯里兰卡特有的画眉科钩嘴鹛属鳥類，栖息地於亚热带或热带的湿润低地林或山地林。该物种的保护状况被评为无危。